# CT Santa Catarina (CT-9)
O CT Santa Catharina (CT-9) é um contratorpedeiro da Classe Pará, da Marinha do Brasil.
Foi encomendado em 1906, fazendo parte do Plano Naval daquela época que modernizou a Armada do Brasil. O navio fez parte da Divisão Naval em Operações de Guerra (DNOG), que tinha como missão o patrulhamento do Oceano Atlântico, com foco no combate aos submarinos alemães (U-boats) durante a Primeira Guerra Mundial.